# 剣岳村
剣岳村（けんがくむら）は福井県坂井郡にあった村。現在のあわら市の南東端にあたる。

## 地理
- 山岳 ： 剱ヶ岳、刈安山

## 歴史
- 1889年（明治22年）4月1日 - 町村制の施行により、権世市野々村、権世村、鎌谷村、椚村、清滝村及び後山村の区域をもって、剣岳村が発足する。
- 1955年（昭和30年）2月15日 - 金津町に編入する。

## 交通

### 道路
現在は旧村域を北陸自動車道が通過するが、当時は未開通。